# Инцелы
Инце́лы (англ. incels, словослияние от англ. involuntary celibates — «невольно воздерживающиеся (от секса)») —  люди, неспособные найти сексуального партнёра, несмотря на желание это сделать. Вину за невольное воздержание инцелы целиком возлагают на женщин, при этом иногда призывая к изнасилованиям.
Обсуждения на интернет-форумах инцелов часто характеризуются обидой, мизогинией, мизантропией, жалостью к себе, самоненавистничеством, расизмом, чувством собственного права на секс и поддержкой насилия против сексуально активных людей. Американская правозащитная организация Southern Poverty Law Center описывает субкультуру как «часть онлайн-экосистемы сторонников превосходства мужчин», включённой в их список групп ненависти.
По крайней мере четыре массовых убийства, в результате которых погибло 45 человек, были совершены в Северной Америке мужчинами, которые самоидентифицировали себя как инцелы или упоминали связанные с ними имена и тексты в своих личных текстах или интернет-записях. Средства массовой информации и исследователи критиковали сообщества инцелов за женоненавистнический характер, поощрение насилия, распространение экстремистских взглядов и радикализацию своих членов. Начиная с 2018 года идеологию инцелов всё чаще описывают как террористическую угрозу, и нападение в феврале 2020 года в Торонто, Канада, стало первым случаем насилия, предположительно связанного с инцелом, которое преследовалось как террористический акт.

## Идеология
Многие инцелы для обоснования своего мнения используют такие понятия, как биологический детерминизм и эволюционная психология. Другие концепции, в которые могут верить инцелы, включают женскую гипергамию, генетическое превосходство мужчин над женщинами, «правило 80/20» (принцип Парето), которое предполагает, что 80 % женщин желают топ 20 % самых привлекательных мужчин; и среди небелых (не белой расы) — теория «просто будь белым» (JBW), которая предполагает, что европеоиды сталкиваются с наименьшим количеством препятствий при свиданиях. Инцелы также считают, что ищущие партнёра одинокие люди участвуют в жестоком, корыстном и дарвинистском половом отборе, в котором инцелы являются генетически непригодными и где женщины имеют преимущество за счёт вещей начиная от феминизма и заканчивая использованием косметики. Инцелы могут объяснять отсутствие сексуального успеха такими факторами, как застенчивость, сегрегация по признаку пола на рабочем месте, негативного восприятия образа тела, размер члена, внешний вид, и обычно считают, что в улучшении себя как потенциального партнера богатство является единственным более значимым фактором по сравнению с внешним видом. Некоторые инцелы оправдывают свои убеждения, основываясь на трудах маргинального социального психолога Брайана Гилмартина и клинического психолога Джордана Питерсона.
Сообщества инцелов являются частью более широкого сообщества маносферы. Согласно «The New York Times», невольное воздержание является адаптацией идеи андроцентризма. Южный правовой центр по вопросам бедности (SPLC) описал субкультуру как «часть онлайновой экосистемы мужского превосходства», которую они начали включать в свой список призывающих к насилию групп в 2018 году. «Нью-Йорк Таймс» писала, что «эта группа превратилась в мужское движение, пропагандирующее превосходство, куда входят как безбрачные, так и нет мужчины, которые считают, что женщин необходимо рассматривать как сексуальные объекты с ограниченными правами». Сообщества инцелов иногда пересекаются с такими темами, как MGTOW, движение за права мужчин, видеоблогерами, которые считают, что они испытывают «истинное вынужденное одиночество» (TFL), и пикаперами, хотя по крайней мере один веб-сайт, посвящённый мужчинам, выражал ненависть к пикапу и обвиняет пикаперов и тренеров по свиданиям в финансовой эксплуатации инцелов. Есть наблюдения, что сообщества инцелов пересекаются с ультраправыми группами. Центр анализа радикального права отмечает, что инцелы «являются частью растущей тенденции радикально-правых движений», которые страдают от неолиберализма, особенно в расширении прав и возможностей женщин и иммиграции. Алексей Поднебесный, которого СМИ называют лидером инцел-движения в России, разработал собственную теорию «вагинокапитализма» (от слов «вагина» и «капитализм»), согласно которой мужчины лишены женщинами права на секс, каждый мужчина вынужден так или иначе платить за него.

### Чёрная и красная таблетки
Идея «красной таблетки» является аллюзией, распространённой среди сообществ маносферы и некоторых сообществ за её пределами. Она идёт из дилеммы фильма Матрица, где главный герой должен выбрать, остаться ли в мире иллюзий (принимая синюю таблетку) или увидеть мир таким, какой он есть на самом деле (принять красную таблетку). Среди сообществ, которые используют этот термин, «красная таблетка» обычно обозначает основной набор убеждений этого сообщества, а люди, которые «приняли красную таблетку», являются теми, кто придерживается этих убеждений. В маносферных сообществах, таких как группы по защите прав мужчин, а также, по мнению некоторых исследователей, в сообществах инцелов «принять красную таблетку» означает увидеть мир, в котором феминизм дал женщинам слишком большую власть над мужчинами, а мужские привилегии не существуют. «Чёрная таблетка» является продолжением аналогии с красной и синей таблеткой. Среди исследователей и журналистов есть некоторые разногласия по поводу того, какие убеждения являются «красной таблеткой», а какие — «чёрной», и является ли идеология чёрной таблетки отличительным верованием инцелов или же существуют инцелы, не поддерживающие идеи чёрной таблетки. Некоторые исследователи и журналисты используют термин «красная таблетка» для обозначения набора убеждений, обычно разделяемых активистами за права мужчин, а термин «чёрная таблетка» — для обобщения идеологии инцелов в целом. Хофман (Hoffman) и др. сказали, что «Принятие чёрной таблетки имеет решающее значение для идентичности инцела, поскольку это означает признание „инцельства“ как постоянного состояния». Аджа Романо, пишущий для Vox, сказал: «Всех инцелов объединяет нечто, известное как чёрная таблетка». Однако исследователи из Антидиффамационной лиги пишут, что есть некоторые инцелы, которые верят в красную таблетку, а другие — в чёрную.
«Чёрная таблетка» — это набор убеждений, которых часто придерживаются сторонники субкультуры инцелов, такие как биологический детерминизм, фатализм и пораженчество для непривлекательных людей. Чёрная таблетка была описана корреспондентом Vox Заком Бошаном как «глубоко сексистская идеология, которая   … сводится к фундаментальному отказу от женской сексуальной эмансипации, отношению к женщинам как к поверхностным, жестоким созданиям, которые выберут только самых привлекательных мужчин, если им будет предоставлен выбор». Термин «чёрная таблетка» впервые был популяризирован в блоге Omega Virgin Revolt, где он олицетворял веру в то, что вся социальная система сломана и что своё место в такой системе невозможно изменить. Для инцелов «принимать чёрную таблетку» означает осознать, что они безнадёжны и что для них необратим недостаток романтики и секса, независимо от каких-либо попыток что-то изменить в своей внешности, личности или прочих качествах.
Исследователи из Антидиффамационной лиги (АДЛ) заявили, что инцелы также могут следовать и идеологии красной таблетки. Инцелы, которые считают, что они могут улучшить свои шансы в отношениях с женщинами, являются сторонниками красной таблетки, в то время как те, кто считает, что у них нет возможности изменить свое положение в обществе или шансы с женщинами, являются сторонниками чёрной таблетки. АДЛ пишет, что среди инцелов вера в «красную таблетку» основана на идее, что феминизм разбалансировал общество и даёт женщинам превосходство и слишком много власти. Это включает в себя убеждение, что для 80 % женщин привлекательными являются только лучшие 20 % мужчин, известное как принцип Парето, который в среде инцелов упоминается как «правило 80/20», и вера в «гипергамию», то есть в то, что женщины откажутся от мужчины, если им представится возможность заняться сексом или вступить в отношения с более привлекательным мужчиной. «Краснотаблеточные» инцелы полагают, что они могут бороться с системой, которая ставит их в невыгодное положение, что они и делают, пытаясь сделать себя более привлекательными для женщин. И наоборот, «чёрнотаблеточные» инцелы считают, что для изменения своей ситуации ничего сделать нельзя. ADL пишет: «Именно здесь движение инцелов приобретает характеристики культа». У тех, кто принял чёрную таблетку, по утверждению ADL, остаётся немного вариантов: отказаться от жизни (инцелы называют это «LDAR», сокращение от «лежать и гнить» (англ. «lie down and rot»)), совершить самоубийство или совершить массовое насилие.
В бывшем сабреддите инцелов /r/braincels термин «чёрная таблетка» также использовался для обозначения мемов (обычно изображений), которыми пользователи делились для описания идей, которые изображали женщин как эгоцентричных, жестоких и поверхностных.

## Женщины-инцелы
Первый веб-сайт, посвящённый инцелам, проект «Невольное воздержание» Аланы, не был гендерно-нейтральным. В настоящее время существуют инцел-форумы для женщин, такие как сабреддиты /r/Femcels, /r/TruFemcels и /r/ForeverAloneWomen. Тем не менее в онлайн-сообществах инцелов существуют разногласия по поводу того, могут ли женщины быть инцелами. Некоторые утверждают, что мужчин-инцелов гораздо больше, чем женщин-инцелов, другие утверждают, что женщины вообще не могут быть инцелами, ещё одни утверждают, что инцелами могут быть только женщины с физическими уродствами или что только непривлекательные женщины, принадлежащие к «нижнему перцентилю с точки зрения внешности», могут быть инцелами. По данным Антидиффамационной лиги, большинство инцелов сами не верят, что женщины могут входить в их число.
Сообщается, что десятки тысяч самоидентифицируемых женщин-инцелов, также называемых «фемцелы» (англ. femcels), заполонили Интернет. Самый популярный их сайт — r/TruFemcels на Reddit, на котором зарегистрировано более 22 000 участников. Журналисты писали, что за пределами сообществ самих женщин-инцелов мало кто верит, что женщины действительно могут испытывать невольное воздержание. Некоторые женщины считают, что они могут получить случайный секс, но только с мужчинами, которые будут оскорблять их или относиться к ним с пренебрежением.
Женщины, которые идентифицируют себя как инцелы, имеют некоторые общие черты со своими коллегами-мужчинами. Например, убеждённость в том, что внешний вид является наиболее важным фактором в поиске партнёра. В остальном они отличаются. Например, по словам журналистки Изабель Кон, вместо того, чтобы злиться на мужчин, которые их отвергают, они сочувствуют мужчинам за то, что они не хотят встречаться с ними. Кон отмечает тенденцию женщин обращать свой гнев внутрь, а не вовне, как это делают мужчины. Журналист Арва Махдави выдвигает гипотезу о том, что тот факт, что женщины-инцелы не совершают элементов насилия, как некоторые мужчины-инцелы, является наиболее очевидной причиной того, что женщины-инцелы не получили большого внимания в средствах массовой информации. По состоянию на февраль 2020 года Кон написала, что могла найти «горы» научных статей о мужчинах-инцелах, но ни одного — о женщинах-инцелах. Она говорит, что предположение о том, что женщины-инцелы не существуют, только усугубляет их боль.